# Мережа 2.0
Мережа 2.0 — трилер 2006 року.

## Сюжет
Сюжет стрічки розгортається навколо дівчини Хоуп Кессіді, що переїхала до Стамбулу, щоб почати кар'єру комп'ютерного аналітика з чистого аркуша. Але її особистість розкривається, банк заморожує її рахунок і анулює кредитні картки.